# 乳酸菌飲料
乳酸菌飲料（にゅうさんきんいんりょう、lactic fermenting beverage）は、「乳などを乳酸菌または酵母で発酵させたものを加工し、または主要原料とした飲料（発酵乳を除く）」のこと（乳等省令による定義）。

## 概要
日本では牛乳を原材料としているものが主流である。
無脂乳固形分が3%以上のものと、3％未満のものとがあり、
- 3%以上のもの：乳酸菌数または酵母数が1,000万個/ml以上で、大腸菌群陰性（乳製品に属する乳製品乳酸菌飲料。ヤクルト、ピルクルなど。）
- 3%未満のもの：乳酸菌数または酵母数が100万個/ml以上で、大腸菌群陰性（乳等を主要原料とする食品に属する乳主原乳酸菌飲料。かつて販売されていたカルピスキッズなど。）

とされる。
ただし、乳酸菌飲料であっても、無脂乳固形分が8%以上のものは発酵乳となる。
従来は清涼飲料の日本独自の分類であったが、2010年7月に国際食品規格委員会によって健康食品の新分野として採択された。

## 主な製品・メーカー
- 愛知ヨーク
- 江崎グリコ（旧・グリコ乳業）
- オハヨー乳業（カバヤグループ）
- カルピス
- 協同乳業（メイトー）
- 小岩井乳業
- 高梨乳業（タカナシ）
- チチヤス
- ピルクル（日清ヨーク）
- 明治 (企業)（旧・明治乳業、パンピー食品）
- 森永乳業
- ヤクルト（ヤクルト本社）
- 雪印メグミルク（旧・雪印乳業、日本ミルクコミュニティ）
- カゴメ※植物性乳酸飲菌